# Penthema melema
Penthema melema är en fjärilsart som beskrevs av Riley och Godfrey 1921. Penthema melema ingår i släktet Penthema och familjen praktfjärilar. Inga underarter finns listade i Catalogue of Life.